# Ekolsundsdräkten

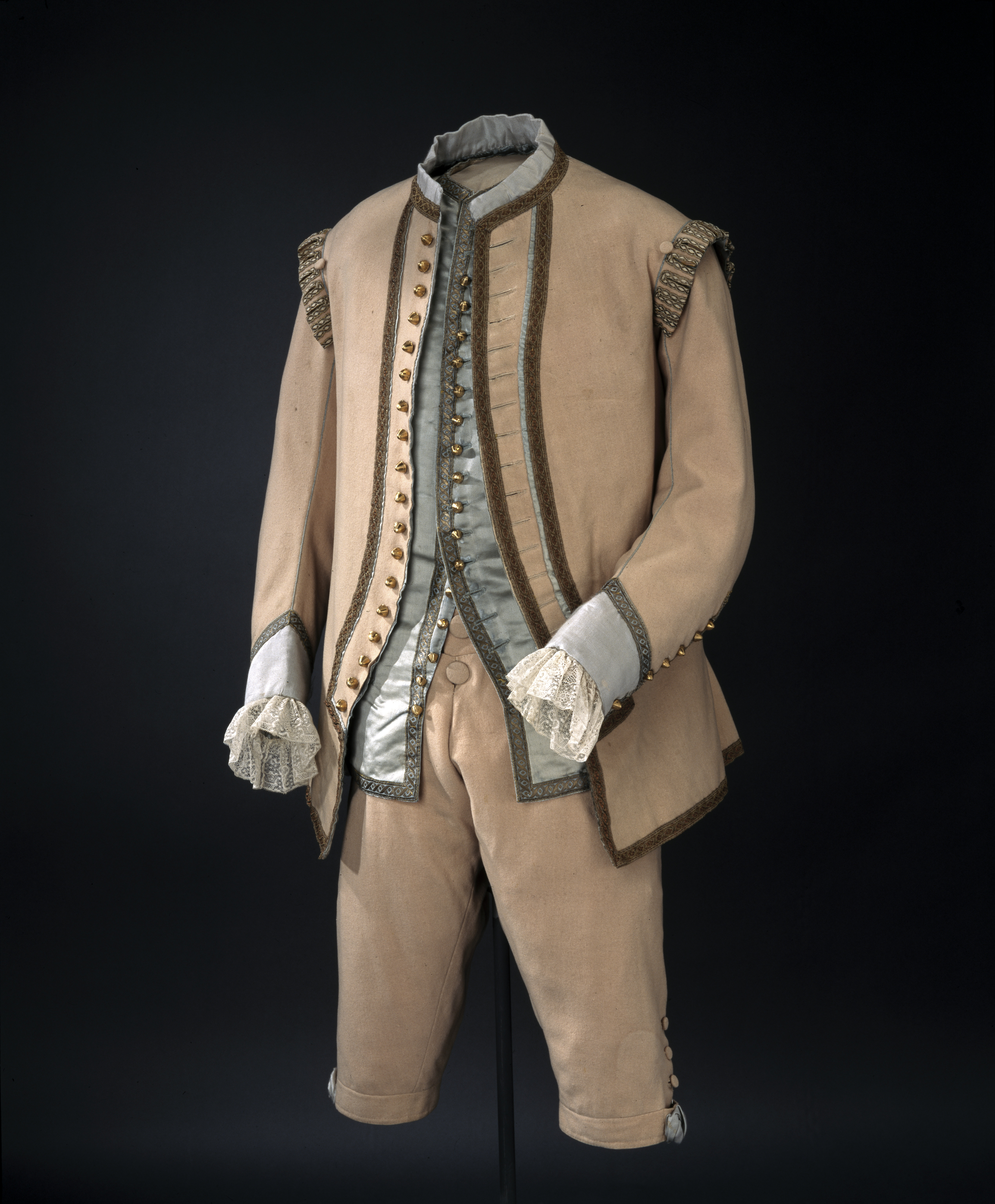
Ekolsundsdräkten, buren av Malte Ramel under 1790-talet. Ingår i Livrustkammarens samlingar.

Ekolsundsdräkten även kallad Ekolsundsuniformen var en hovdräkt som infördes på julaftonen, den 24 december 1772 av kung Gustaf III. Den fick enbart bäras av utvalda, och endast på vissa slott.

## Bakgrund
Leonard von Hauswolff, som var kungens ceremonimästare, skriver om julen 1772 på Ekolsunds slott att:
| ” | Deras Majestäter passerade julhelgen på Ekolsund och der inrättade hans Maÿt jule-aftonen den 24 December en uniforme att bäras då hofwet wistades på Kungsgårdarne. | „ |

Dräkten fick alltså endast bäras på de olika kungsgårdarna eller lustslotten såsom Ekolsund, Drottningholms slott, Gripsholms slott, Ulriksdals slott, Svartsjö slott, med flera. Kungen, drottning Sofia Magdalena, hertig Karl och Hertig Fredrik Adolf samt prinsessan Sofia Albertina antog dräkten. Utöver den kungliga familjen fick endast vissa damer och herrar vid hovet bära dräkten. De flesta fick alltså inte bära den. Hauswolff fortsätter i sin redogörelse med att:
| ” | Af den lista, som bifogas kan man se hwad wärde som Kung Gustaf den III satte på denna uniforme och blefwo ej andra än dem han just wille wisa utmärkt grace. | „ |

Ekolsundsdräkten var inte tänkt att vara en dräkt som de som vistades på Ekolsunds slott skulle bära, utan precis likt de Kungliga riddarordnarna så var den endast förbehållen särskilt utvalda. Utöver den kungliga familjen fickvid instiftandet trettioen herrar och femton damer rätt att bära dräkten.
Johan Fischerström skriver om denna särskiljning mellan olika personer att:
| ” | Besynnerl: at icke alla som til Ekholmsund blifvit om denna Uniformens bärande tilsagde. | „ |

### De utvalda bärarna

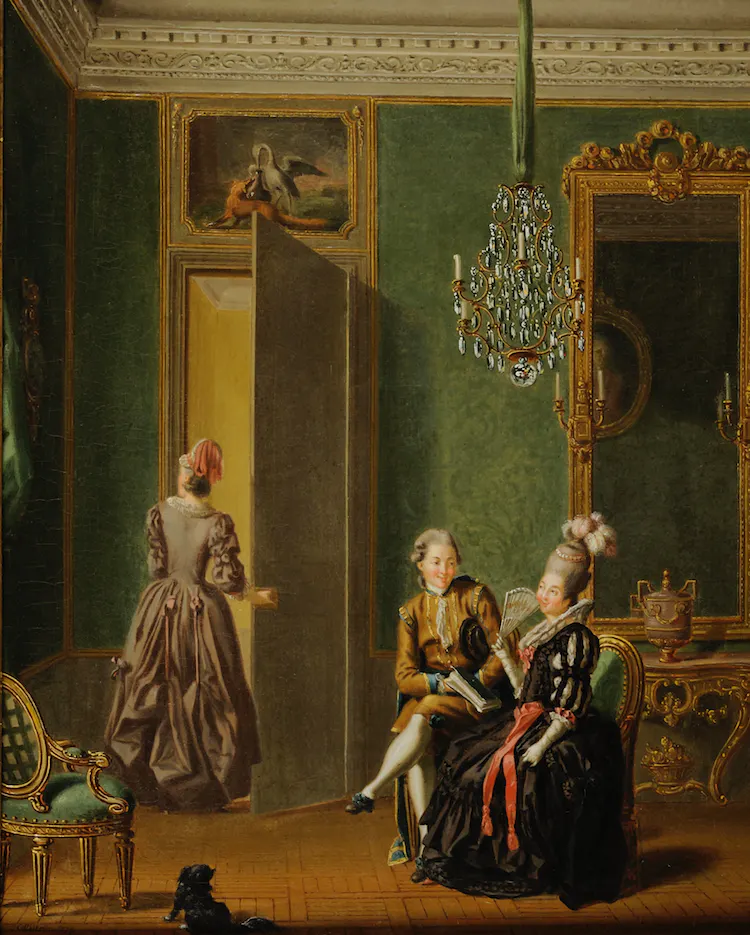
Man bärandes dräkten på en målning från 1779 av Pehr Hilleström.

Bland de som kungen utvalde att bära dräkten fanns riksråden Ulrik Scheffer, Adam Horn, Hans Henrik von Liewen den yngre, Axel von Fersen den äldre, Fredrik Ribbing samt Nils Adam Bielke. Dessutom sådan herrar som hjälpt kungen under Statsvälvningen den 19 augusti 1772, såsom generalen Jacob Magnus Sprengtporten, generalmajoren Hampus Mörner och generalen Fredric Horn af Åminne, samt även andra militärer som Fredric Arvidsson Posse, Carl Sparre och Charles Emil Lewenhaupt den yngre.
Till detta kom även hovmän såsom överhovstallmästaren Adolph Fredric Lewenhaupt och överkammarherrarna Carl Gustaf Piper och Nils Philip Gyldenstolpe samt ett flertal kammarherrar, däribland Evert Vilhelm Taube. Exempelvis hade både Lewenhaupt och Taube hjälpt kungen under statskuppens allra tidigaste skeden. Till detta kom även hovmarskalken Christopher Manderström, hovkanslern Sven Bunge samt sex av Hertig Karls kavaljerer.

## Dräktens utseende
Dräkten för herrar bestod av en jacka, knäbyxor, väst samt slängkappa. Från 1778 följde den snittet av Nationella dräkten. Jackan var sydd i halmgult kläde med uppslag och krage i blått siden. Knapparna var förgyllda, och kanterna var besatta med förgyllda band. Västen var av blått siden, med förgyllda knappar och förgyllda kantband, likaså kappan som var av blått siden, med fällkrage. Byxorna var av halmgult kläde, och dessa knäpptes ovan knäet med spännen, som doldes av en blå rosett i siden. Till detta bars ett skärp av blått siden, knutet i en rosett på vänster sida om midjan, samt vita strumpor och skor.
Någon damdräkt är inte bevarad med den torde också ha följt den nationella dräktens snitt, och som herrarnas varit halmgul, med detaljer i blått siden.

## Bilder
Ekolsundsdräkten finns avbildad på några kända målningar från tiden, och flera av dessa föreställer Gustaf IV Adolf som verkar ha burit dräkten från barnaåren upp till vuxen ålder.

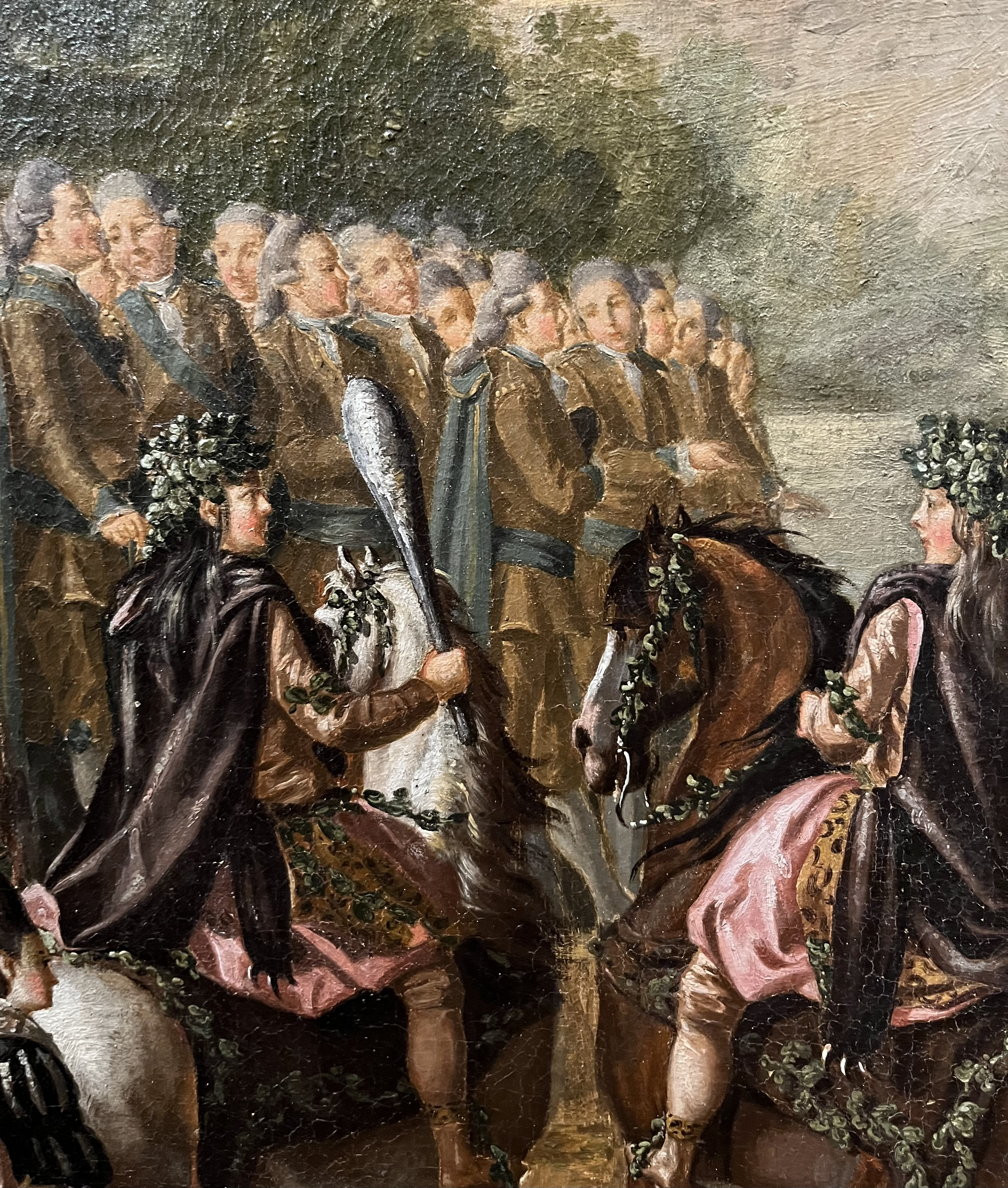
Herrar i dräkten vid karusellen Dianas Fest 1778 vid Drottningholms slott. Pehr Hilleström. (1778)
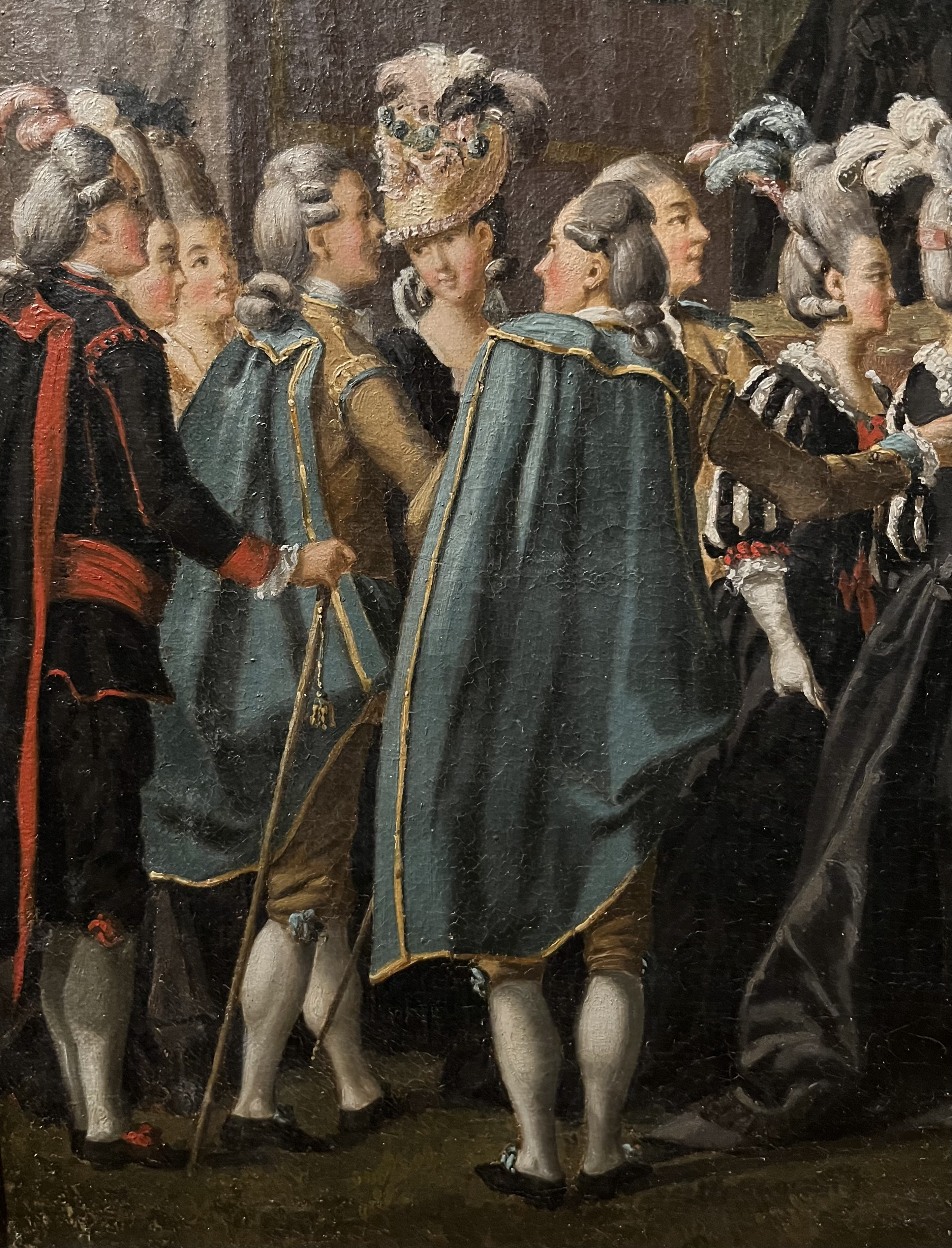
Herrar i dräkten vid Dianas fest 1778. Pehr Hilleström. (1778)
Gustav IV Adolf som barn bärandes dräkten. Målning av Carl Fredrik von Breda. (1784)
Gustav IV Adolf bärandes jackan till Ekolsundsdräkten samt dess skärp. Målning av Niklas Lafrensen. (1792)
Gustav IV Adolf bärandes dräkten på promenad i Hagaparken. (1798)
Ekolsundsdräkten, teckning av Johan Abraham Aleander. (1790-tal)
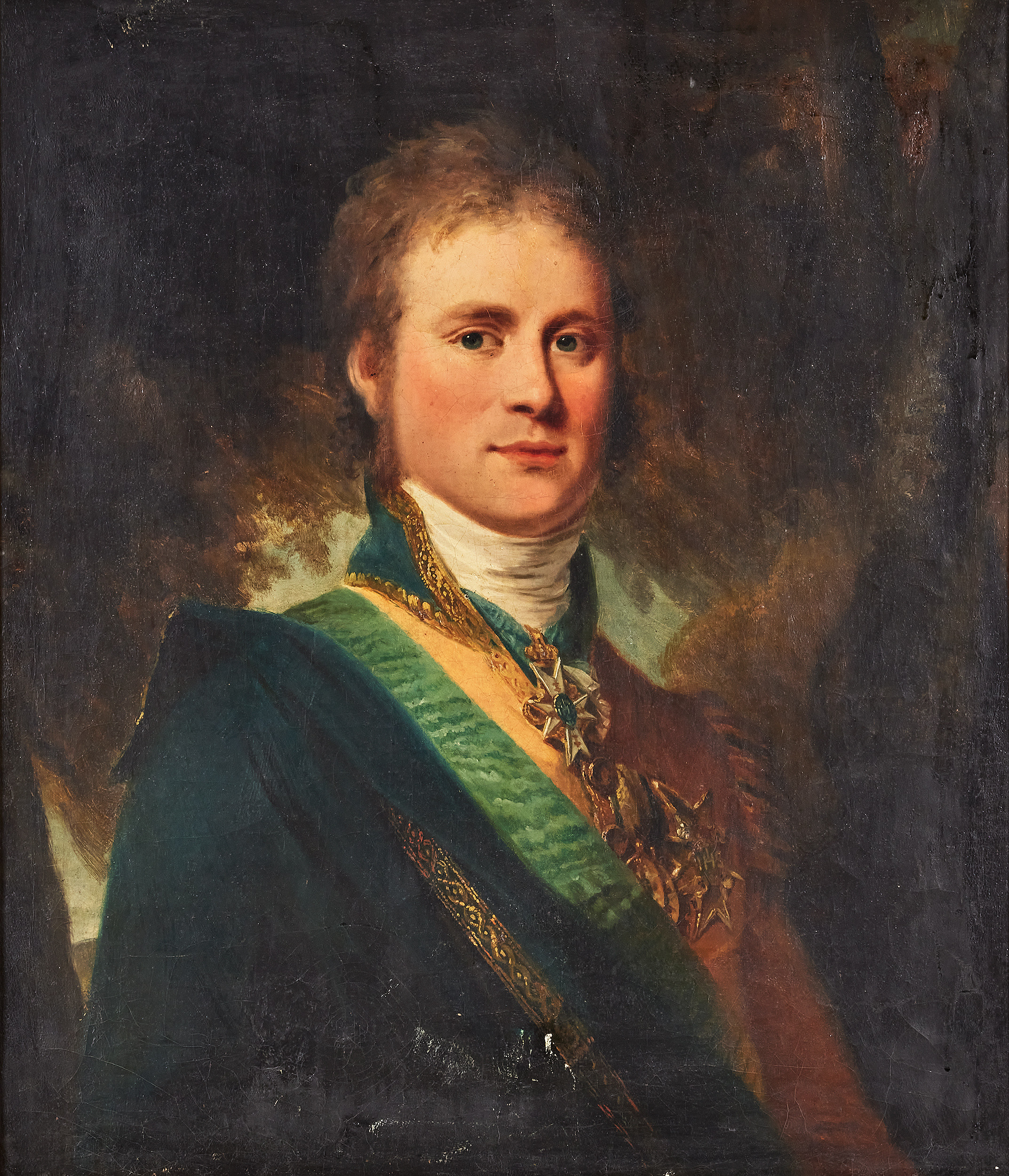
Werner Gottlob von Schwerin bärandes dräkten. (1804)
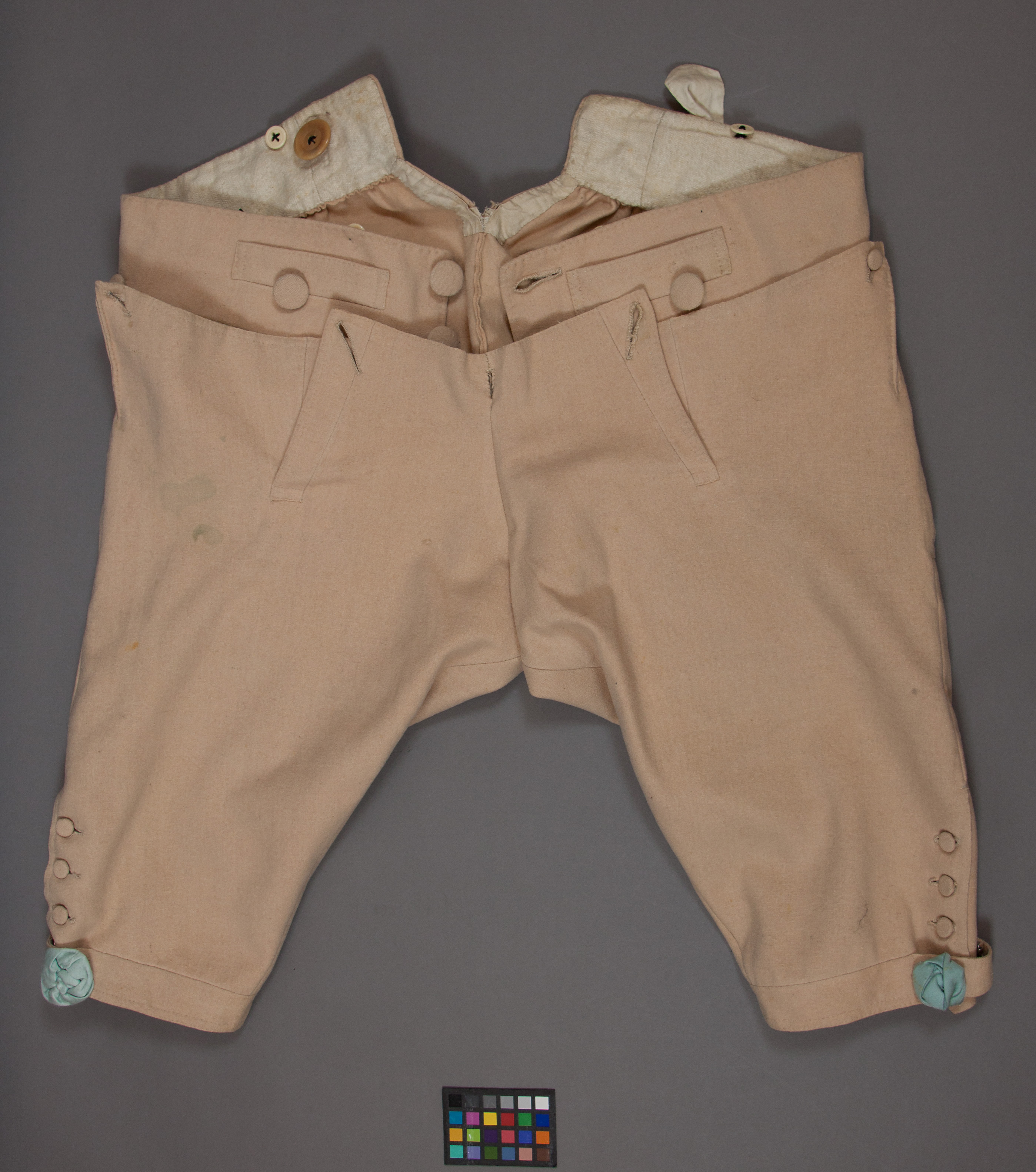
Ekolsundsdräktens knäbyxor, 1790-tal, buren av Malte Ramel.
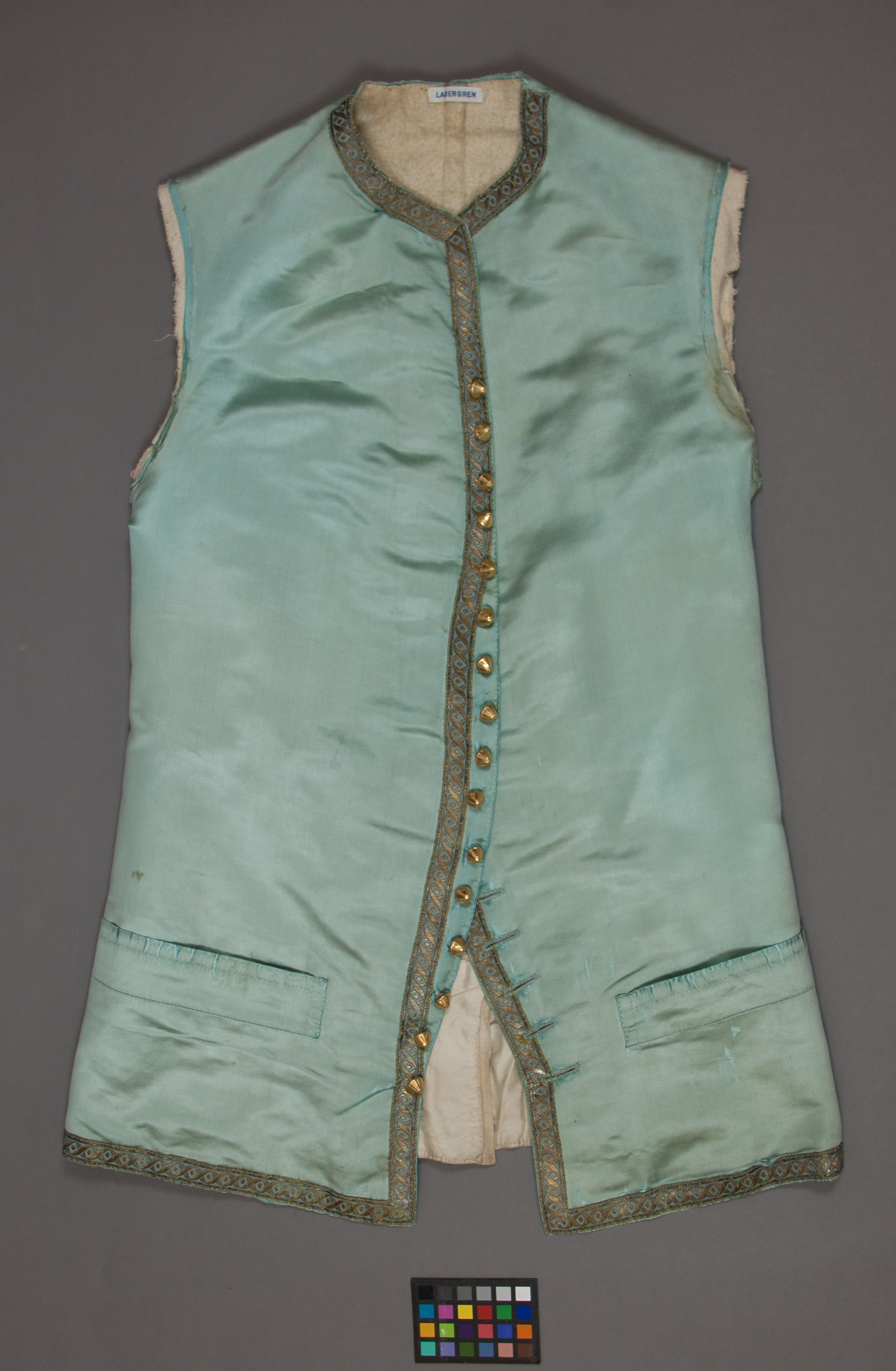
Ekolsundsdräktens väst, 1790-tal, buren av Malte Ramel.
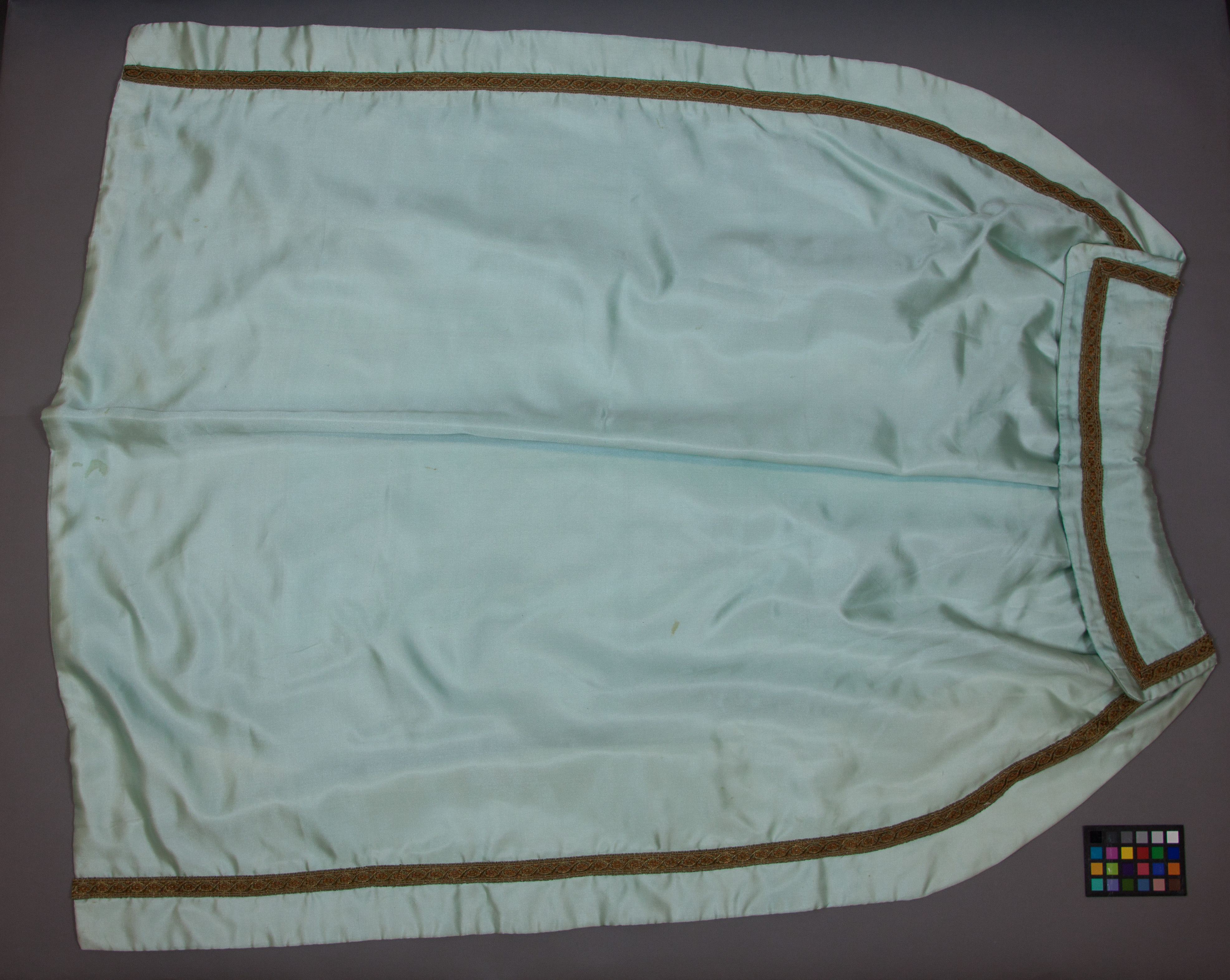
Ekolsundsdräktens slängkappa, 1790-tal, buren av Malte Ramel.